# الحسن یوسف
الحسن یوسف (انگلیسی: Alhassan Yusuf؛ زادهٔ ۲۰ ژوئیهٔ ۲۰۰۰) بازیکن فوتبال اهل نیجریه است.
از باشگاه‌هایی که در آن بازی کرده است می‌توان به باشگاه فوتبال گوتبورگ و باشگاه فوتبال رویال آنتورپ اشاره کرد.
وی همچنین در تیم ملی فوتبال نیجریه بازی کرده است.